# Sančo García
Sančo García († 5. veljače 1017.), poznat kao Onaj od Dobrih Zakona (španjolski el de los Buenos Fueros), bio je grof Kastilje i Álave. Sančovi su roditelji bili grof García Fernández i njegova supruga Ava.

## Biografija
Don Sančo bio se pobunio protiv svoga oca te je to rezultiralo podjelom grofovije do smrti Sančova oca.
Godine 1011., Sančo je osnovao samostan San Salvador de Oña.
Sančo i njegova supruga Uraka dobili su kćer Mayor Kastiljsku, koja se udala za kralja Sanča III. Navarskog. Preko Mayor, Sančo III. uspio je zavladati Kastiljom. Sančo García dobio je i sina Garcíju Sáncheza, koji je bio posljednji samostalni kastiljski grof.